# これがロシヤだ
『これがロシヤだ』（露: Человек с киноаппаратом、ラテン語表記：Chelovek s kino-apparatom）は、1929年1月8日に公開されたソビエト連邦のドキュメンタリー映画。サイレント。監督はジガ・ヴェルトフ。日本では1932年3月10日に公開された。多重露光、低速度撮影、スローモーション、フリーズフレーム、マッチカット、ジャンプカット、分割スクリーン（Split Screen）、ダッチアングル、超接写、トラッキングショット、逆回転、ストップモーション・アニメーションおよびSelf-reflexive（映画の制作過程を題材とすること）など、当時では画期的な最先端の特殊撮影技法を用いている。
現在日本では原題の直訳である『カメラを持った男』というタイトルで公開/DVDが発売されている。